# Yarkant (Fluss)
Der 1070 km lange Yarkant oder Jarkend (auch Jarkand oder Yarkand genannt; chinesisch 叶尔羌河, Pinyin Yè’ěrqiāng Hé; uigurisch يەكەن دەرياسى, Yengi Yəkən Dəryasi) ist einer der Quellflüsse des Tarim in China (Asien).
Der Fluss entsteht im äußersten Westen der Volksrepublik im Uigurischen Autonomen Gebiet Xinjiang. Seine Quelle befindet sich an der Nordostseite des Rimomassivs. Von dort fließt er in nördliche Richtungen durch das Hochgebirge, bildet bereits wenig unterhalb seiner Quelle die Grenze zum östlich angrenzenden Kunlun Shan und erreicht den Westteil des Tarimbeckens. Darin durchfließt er den in 1270 m Höhe liegenden Kreis Yarkant und den Westteil der Wüste Taklamakan in Richtung Nordosten. Einiges südlich von Aksu mündete der Yarkant in den Tarim, solange er dort noch Wasser führte.
Der Yarkant versorgte den Tarim noch in den 1950er Jahren jährlich mit 1–1,5 Milliarden m³ Wasser, aber ab 1979 führte er im Unterlauf kein Wasser mehr; dadurch starben dort 59 % der Euphrat-Pappel-Bestände bis 1993 ab.